# Allan Folsom
Allan Reed Folsom (Orlando, 9 de diciembre de 1941 — Santa Bárbara, 16 de mayo de 2014) fue un escritor y guionista estadounidense. 

## Biografía
Nació el 9 de diciembre de 1941 en Orlando, Florida, pero a una edad temprana su familia se trasladó a Boston. Estudió una licenciatura en comunicación y se graduó de la Universidad de Boston en 1963. En California, trabajó como editor en filmes televisivos y documentales, camarógrafo, y guionista. En 1979, se casó con Karen Glick, una consultora de administración. La pareja tuvo una hija, Riley. Su primera novela, The Day After Tomorrow (1994), que comenzó a escribir en 1990, debutó en la tercera posición en la lista de superventas de The New York Times.
En 1993, el agente de Folsom, Aaron M. Priest, vendió los derechos de la obra a las editoriales Little, Brown & Company y Warner Books por un combinado de dos millones de dólares, la mayor cifra hasta ese momento para un novelista primerizo. Posteriormente, escribió cuatro novelas más, pertenecientes al género de suspenso. Falleció a causa de un melanoma metastásico el 16 de mayo de 2014 en Santa Bárbara, California.

## Obras
- The Day After Tomorrow (1994)
- Day of Confession (1998)
- The Exile (2004)
- The Machiavelli Covenant (2006)
- The Hadrian Memorandum (2009)